# Marcillac-Lanville
Marcillac-Lanville är en kommun i departementet Charente i regionen Nouvelle-Aquitaine i västra Frankrike. Kommunen ligger  i kantonen Rouillac som ligger i arrondissementet Cognac. År 2022 hade Marcillac-Lanville 509 invånare.

## Befolkningsutveckling
Antalet invånare i kommunen Marcillac-Lanville
Referens:INSEE